# Стрёмстедт, Улла
Улла Стрёмстедт (фр. Ulla Strömstedt; 1939—1986) — шведско-французская актриса, сыгравшая в 12-ти фильмах и сериалах за свою 20-летню карьеру (с 1961 по 1981). С 1961 года и до своей смерти в 1986 году была замужем за Гилбертом Коулом.